# Menella grayi
Menella grayi is een zachte koraalsoort uit de familie Plexauridae. De koraalsoort komt uit het geslacht Menella. Menella grayi werd in 1910 voor het eerst wetenschappelijk beschreven door Nutting. 